# Dolina (distrikt i Bulgarien, Dobritj)
Dolina (bulgariska: Долина) är ett distrikt i Bulgarien.   Det ligger i kommunen Obsjtina Dobritj-Selska och regionen Dobritj, i den östra delen av landet, 400 km öster om huvudstaden Sofia.
Trakten runt Dolina består till största delen av jordbruksmark. Runt Dolina är det ganska tätbefolkat, med 222 invånare per kvadratkilometer.